# Light This City
Light This City je američki melodični death metal sastav iz San Francisca.

## Povijest sastava
Osnovan je 2002. u San Franciscu, te iduće godine u vlastitoj produkciji objavljuju debitantski album The Hero's Cycle. Nakon toga potpisuju za izdavačku kuću Prosthetic Records, te objavljuju još tri albuma; 2005. godine Remains of the Gods, 2006. Facing the Thousand te posljednji Stormchaser 2008., nakon kojeg prestaju s radom. Na albumima su gostovali poznati glazbenici kao što su Chuck Billy iz Testamenta, te Trevor Strnad iz sastava The Black Dahlia Murder. Nakon raspada, pjevačica Laura Nichol i bubnjar Ben Murray su osnovali punk rock sastav Heartsounds, a gitarist Ryan Hansen i basist Jon Frost metal sastav The Urchin Barren.
Sastav se nakratko okupljao za par nastupa 2010. i 2015. godine, da bi 2017. objavili da ponovo kreću s radom te su najavili objavu novog albuma 2018. godine.

## Članovi
Trenutačna postava
- Laura Nichol - vokal
- Brian Forbes - gitara
- Ryan Hansen - gitara
- Jon Frost - bas-gitara
- Ben Murray - bubnjevi

## Diskografija
Studijski albumi
- The Hero Cycle (2003.)
- Remains of the Gods (2005.)
- Facing the Thousand (2006.)
- Stormchaser (2008.)
- Light This City - Digital Collection (2017.)
- Terminal Bloom (2018.)

## Vanjske poveznice
- Službena Facebook stranica